# Ситак (Вашингтон)
Ситак (англ. SeaTac) — город в округе Кинг в штате Вашингтон в Соединённых Штатах Америки.
По данным переписи населения 2020 года в США, население города составляло 31 454 человека.

## История
Статус города населённый пункт получил 28 февраля 1990 года и сперва назывался «Си-Так» (англ. Sea-Tac), но затем дефис был опущен, хотя обе прописные буквы сохранены (англ. SeaTac).

## География
По данным Бюро переписи населения США, общая площадь города составляет 10,239 квадратных миль (26,52 км2), из которых 10,064 квадратных миль (26,07 км2) приходится на сушу, а 0,175 квадратных миль (0,45 км2) — на водную поверхность.